# Selvagens à Procura de Lei (álbum)
Selvagens à Procura de Lei é o segundo álbum de estúdio da banda brasileira de rock Selvagens à Procura de Lei, lançado em 4 de junho de 2013 pela gravadora Universal Music.

## História
Lançado coincidentemente durante a época dos Protestos no Brasil em 2013, o disco aborda várias críticas sociais, principalmente no single do álbum, "Brasileiro". "Quando gravamos "Brasileiro", em 2012, não sabíamos que o lançamento coincidiria com as manifestações do ano passado. Foi algo imprevisível, mas estava em sintonia com a nossa geração", disse Gabriel Aragão a respeito da coincidência.

## Influências e Sonoridade
A banda afirmou que, nos arranjos de algumas canções tiveram influência de bandas como o Queen ("Crescer Dói") e The Beatles ("Sr. Coronel")porém é notado outra influências nas outras faixas, como Pink Floyd em "Mar Fechado". O disco marca a carreira dos Selvagens como sendo o primeiro lançado nacionalmente e com uma sonoridade mais rebuscada. 
Rafael diz que uma das diferenças do primeiro álbum pro segundo é inclusão do piano e a psicodelia. A banda também começou a ouvir mais música brasileira e tiveram influências de Rita Lee, Gilberto Gil, Novos Baianos e um dos álbuns que marcaram o processo de gravação da banda foi "Transa" de Caetano Veloso.
Gabriel conta que para iniciar as composições do álbum, a banda tentou estender as influências do primeiro álbum, "Começamos a ouvir música juntos, tipo, pegava Dark Side Of The Moon e ouvi todo mundo do começo ao fim. Depois iamos compor músicas no estúdio." Em geral as músicas desse disco são auto confessionais, com uma carga de pessoalidade e ao mesmo tempo abraçando o público dos Selvagens, que acompanha a banda com a evolução na vida dos integrantes.

## Composições
Todas as músicasforam escritas pelos vocalistas Gabriel Aragão e Rafael Martins, sendo assim uma parceria de composição entre os integrantes, formando mais uma dupla de compositores autorais na música brasileira atual.
A participação de Nicholas Magalhães cantando o refrão em "Despedida" abriu uma nova possibilidade para os Selvagens, com mais um integrante assumindo o posto de vocalista. Em "Mar Fechado" a música é cantada quase que à capella durante toda a sua letra, quando no final ela explode com um solo inspirado de Rafael Martins, que também canta a música. "Mucambo Cafundó" foi regravada para que a música fosse lançada de forma nacional (ela é originalmente do disco Aprendendo a Mentir). "Massarrara" contém diversas referências à Fortaleza, cidade da banda, assim como em Mucambo Cafundó.

## Produção e Gravação
A gravação do disco foi feita em São Paulo durante 2 meses "bastante corridos", diz Rafael. David Corcos produziu o álbum e o produtor conseguiu entender a mensagem e a sonoridade que a banda queria passar, "O David 'sacou' na hora o que a gente tinha que fazer e rolou".
Com o lançamento deste disco os Selvagens também mudaram de residência, saíram de Fortaleza para morar em São Paulo e com os shows pelo Brasil, várias músicas ganharam força ao vivo como "Despedida",  "Brasileiro" e "Enquanto Eu Passar Na Sua Rua", que são cantadas a plenos pulmões pelos fãs por onde passam. A participação de Nicholas Magalhães cantando o refrão em "Despedida" abriu uma nova possibilidade para os Selvagens, com mais um integrante assumindo o posto de vocalista. Em "Mar Fechado" a música é cantada quase que à capella durante toda a sua letra, quando no final ela explode com um solo inspirado de Rafael Martins, que também canta a música. "Mucambo Cafundó" foi regravada para que a música fosse lançada de forma nacional (ela é originalmente do disco Aprendendo a Mentir).

## Recepção da Crítica
O disco foi muito bem recebido pela crítica durante todo o lançamento e trabalho de singles, com a execução de "Brasileiro", "Mucambo Cafundó", "Despedida" e "Enquanto Eu Passar Na Sua Rua" em algumas rádios do Brasil, como a Rádio Rock 89,1FM de São Paulo e a Cidade 99,1FM em Fortaleza; além de ter ótimas colocações no Deezer, Spotify e outros streamings.

## Faixas
| N.º            | Título                                            | Compositor(es)                 | Duração |  |
| 1.             | "Massarrara"                                      | Gabriel Aragão, Rafael Martins | 3:08    |  |
| 2.             | "Juventude Solitude"                              | Gabriel Aragão                 | 3:12    |  |
| 3.             | "Brasileiro"                                      | Gabriel Aragão                 | 2:41    |  |
| 4.             | "Música de Amor Número Um"                        | Gabriel Aragão                 | 2:25    |  |
| 5.             | "Despedida"                                       | Gabriel Aragão, Rafael Martins | 4:26    |  |
| 6.             | "Sr. Coronel"                                     | Gabriel Aragão                 | 4:03    |  |
| 7.             | "Carrossel em Câmera Lenta"                       | Gabriel Aragão                 | 3:29    |  |
| 8.             | "Mar Fechado"                                     | Rafael Martins                 | 3:25    |  |
| 9.             | "Crescer Dói"                                     | Gabriel Aragão                 | 2:54    |  |
| 10.            | "Enquanto Eu Passar na Sua Rua"                   | Gabriel Aragão, Rafael Martins | 3:24    |  |
| 11.            | "Mucambo Cafundó"                                 | Gabriel Aragão, Rafael Martins | 3:43    |  |
| 12.            | "O Amor Existe, mas não Querem que Você Acredite" | Gabriel Aragão                 | 3:21    |  |
| Duração total: | Duração total:                                    | Duração total:                 | 40:16   |  |